# Tughlaqdynastin

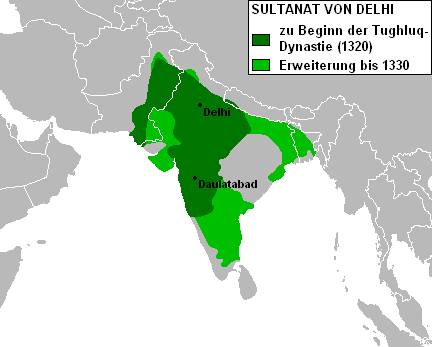
Tughlaqdynastins utbredning

Tughlaqdynastin (persiska: سلطنت تغلق) var en dynasti i Delhisultanatet.
Ala-ed-Din Khaldji (1295–1315) var sin dynastins mest framträdande härskare, vilken återtog Gujarat från hinduerna, erövrade Malwa och utsträckte sitt segertåg långt nedåt Deccan. 
Efter hans död följde några år av uppror och förvirring, till dess riket åter för en kort tid samlades under den turkiska Tughlaqdynastien (1320–1414). Muhammed Tughlaq (1325–1351) förmådde icke kuva sina upproriska ståthållare, utan dessa bildade efter vartannat flera oberoende muslimska riken, till exempel i Bengalen (omkring 1340), och riket fortsatte att sönderfalla under hans efterträdare, vilket påskyndades av hinduuppror och Timur Lenks förhärjande invasion (1398), varunder Delhi blev skådeplatsen för en ohygglig massaker. Redan 1399 återvände Timur till Centralasien, utan att ha försökt att grundlägga något indiskt välde. 
| År        | Sultan                                 |
| --------- | -------------------------------------- |
| 1320      | Nasr Al-Din Khusrau Shah 'Inkräktaren' |
| 1320–1325 | Tughluq Shah I                         |
| 1325–1351 | Muhammad Shah II                       |
| 1351      | Mahmud Ibn Mohammed                    |
| 1351–1388 | Firuz Shah                             |
| 1388–1389 | Tughluq Shah II                        |
| 1389–1390 | Abu Bakr Shah                          |
| 1390–1393 | Mohammed Shah III                      |
| 1393      | Sikander Shah I                        |
| 1393–     | Mahmud Shah II                         |
| 1395      | Nusrat Shah                            |
| 1399–     | Timur Lenk (interregnum)               |

- Wikimedia Commons har media som rör Tughlaqdynastin.